# Mas del Batlle
|  | No s'ha de confondre amb Mas d'en Batlle. |

Mas del Batlle és una masia dins del petit nucli de masos que conformen el poble de Palau Borrell, a ponent del municipi de Viladamat (Alt Empordà) al qual pertany. El mas està adossat a la banda de llevant de l'església preromànica de Santa Eulàlia, que forma part de la propietat del mas. L'edifici, catalogat a l'Inventari del Patrimoni Arquitectònic de Catalunya, ha estat restaurat i funciona com a casa de segona residència, amb masovers que se'n cuiden.
Masia rehabilitada de planta irregular, formada per una successió de cossos adossats. L'aparell és de pedra desbastada, pedra sense escairar i còdols, disposada irregularment. La façana de tramuntana està arrebossada. L'edifici principal presenta la coberta de dos vessants de teula amb un petit terrat al mig, i està distribuït en planta baixa i pis. La façana principal, orientada a migdia, presenta un portal d'accés d'arc de mig punt emmarcat en pedra i, damunt seu, una finestra rectangular també emmarcada en pedra, amb la llinda sostinguda per mènsules i carreus als brancals. A la part superior de la façana hi ha un rellotge de sol en desús, que sobresurt del carener de la teulada. Al costat de la porta hi ha un pou circular bastit en pedra. La façana de llevant presenta dos finestrals de mig punt bastits amb maons, el més gran dels quals presenta els brancals fets de carreus de pedra. A l'extrem nord de la façana hi ha una finestra rectangular bastida amb carreus desbastats i l'ampit motllurat i sobresortit. Davant la façana s'adossa un cos rectangular, cobert amb una gran terrassa al nivell del pis, i un altre petit cos, amb la coberta de dues aigües. Ambdues construccions presenten un porxo obert al sud, comunicat mitjançant tres arcs de mig punt bastits amb pedres desbastades, tot i que reformats. Destaquen els dos grans contraforts de pedra, que reforcen el mur original de la casa principal. L'últim cos que integra la construcció s'adossa a la banda de ponent de l'edifici principal. Presenta la teulada de dues vessants, i destaca la finestra rectangular amb llinda d'arc conopial, decorada amb una roseta central, i situada a la façana de tramuntana. A l'interior de l'edifici principal hi ha tres voltes grasses perpendiculars a l'entrada, amb l'escala situada a la central. El cos de ponent de l'edifici presenta dues voltes grasses més, en la mateixa direcció que les anteriors.

## Història
Construcció que té els seus orígens entre els segles XV-XVI, tot i que ha estat considerablement reformada i ampliada. És conegut amb aquest nom perquè fou la residència del "batlle del sac", encarregat dels béns que tenia el monestir de Sant Miquel de Fluvià a la zona de Palau Borrell.
Es conserva un document datat l'any 1780 que es refereix directament al mas. Es tracta de la signatura d'una concòrdia entre el monestir de Sant Pere de Galligants (agregat a la de Sant Miquel de Fluvià) i Salvador Casals de l'Armentera, possessor en aquell moment tant de la casa com de la batllia.